# Anolis jacare
Anolis jacare — вид ігуаноподібних ящірок родини анолісових (Dactyloidae). Мешкає в Колумбії і Венесуелі.

## Поширення і екологія
Anolis jacare мешкають на півночі Східного хребта Колумбійських Анд в департаменті Норте-де-Сантандер та в горах Кордильєра-де-Мерида у Венесуелі. Вони живуть у вологих гірських тропічних лісах, на висоті від 1400 до 2200 м над рівнем моря. Ведуть деревний спосіб житт, трапляються в кронах дерев.